# Национал-демократическая партия Германии
«Родина» (нем. Die Heimat) (до июня 2023 года — Национа́л-демократи́ческая па́ртия Герма́нии, нем. Nationaldemokratische Partei Deutschlands, NPD) — ультраправая и неонацистская партия в современной Германии.
Ведомство по охране конституции ФРГ (Германии) определяет её как правоэкстремистскую, по самоопределению, НДПГ — партия правого толка (Deutschlands starke Rechte).
Партия является неонацистской организацией и рассматривается в качестве «самой значительной неонацистской партии, возникшей после 1945 года».
Ряд источников рассматривает НДПГ в качестве преемницы Национал-социалистической немецкой рабочей партии (НСДАП), правящей партии нацистской Германии.

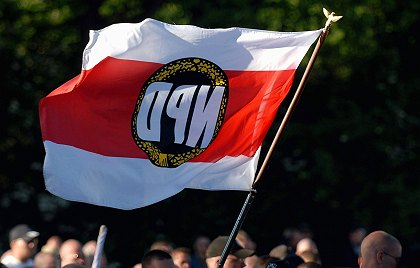
Флаг НДПГ

Логотип партии с 2013 по 2023 годы

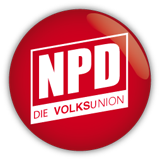
Логотип НДПГ до конца 2011 года

## История

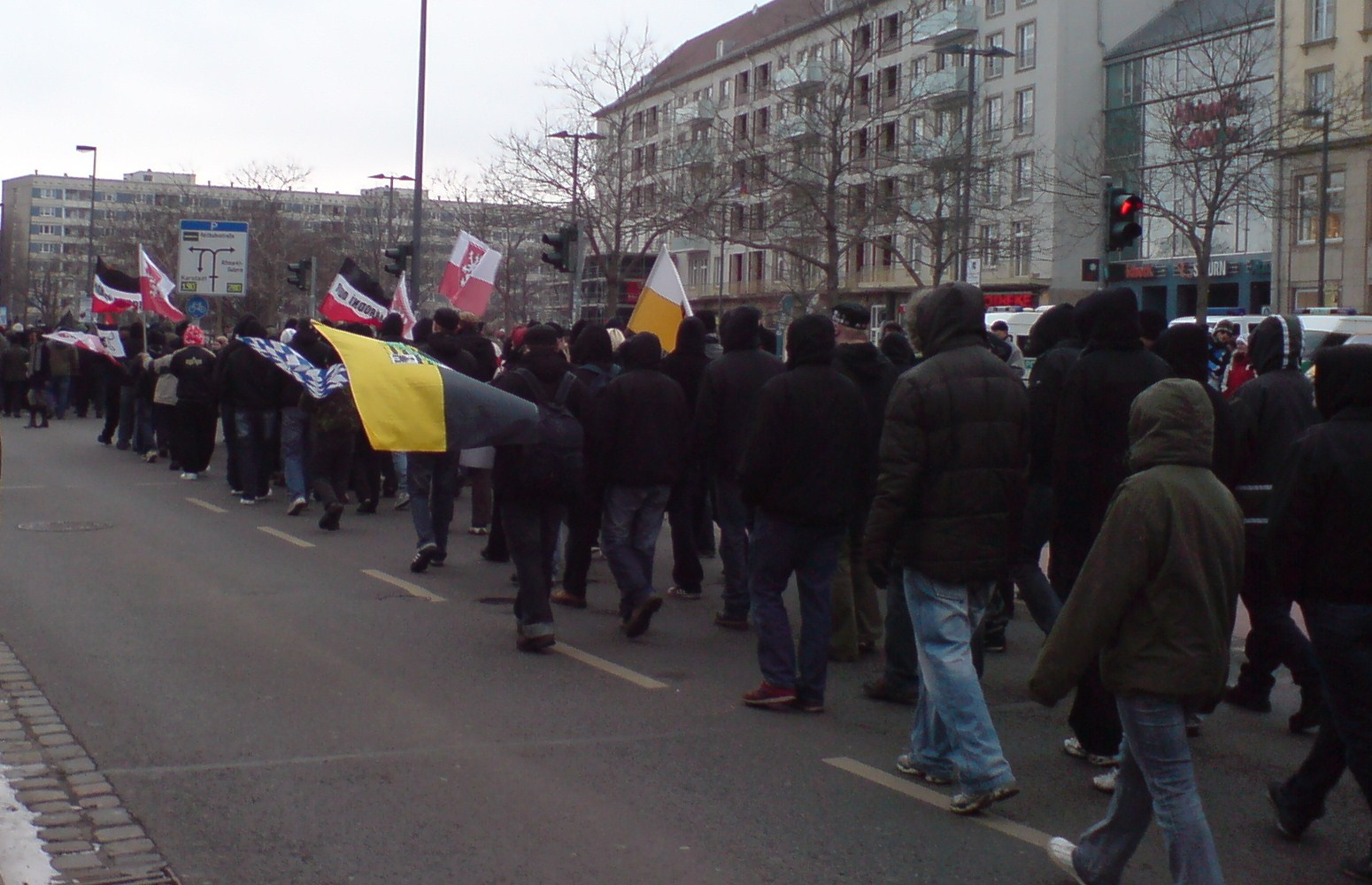
Сторонники НДПГ и другие протестующие в Дрездене, 2009

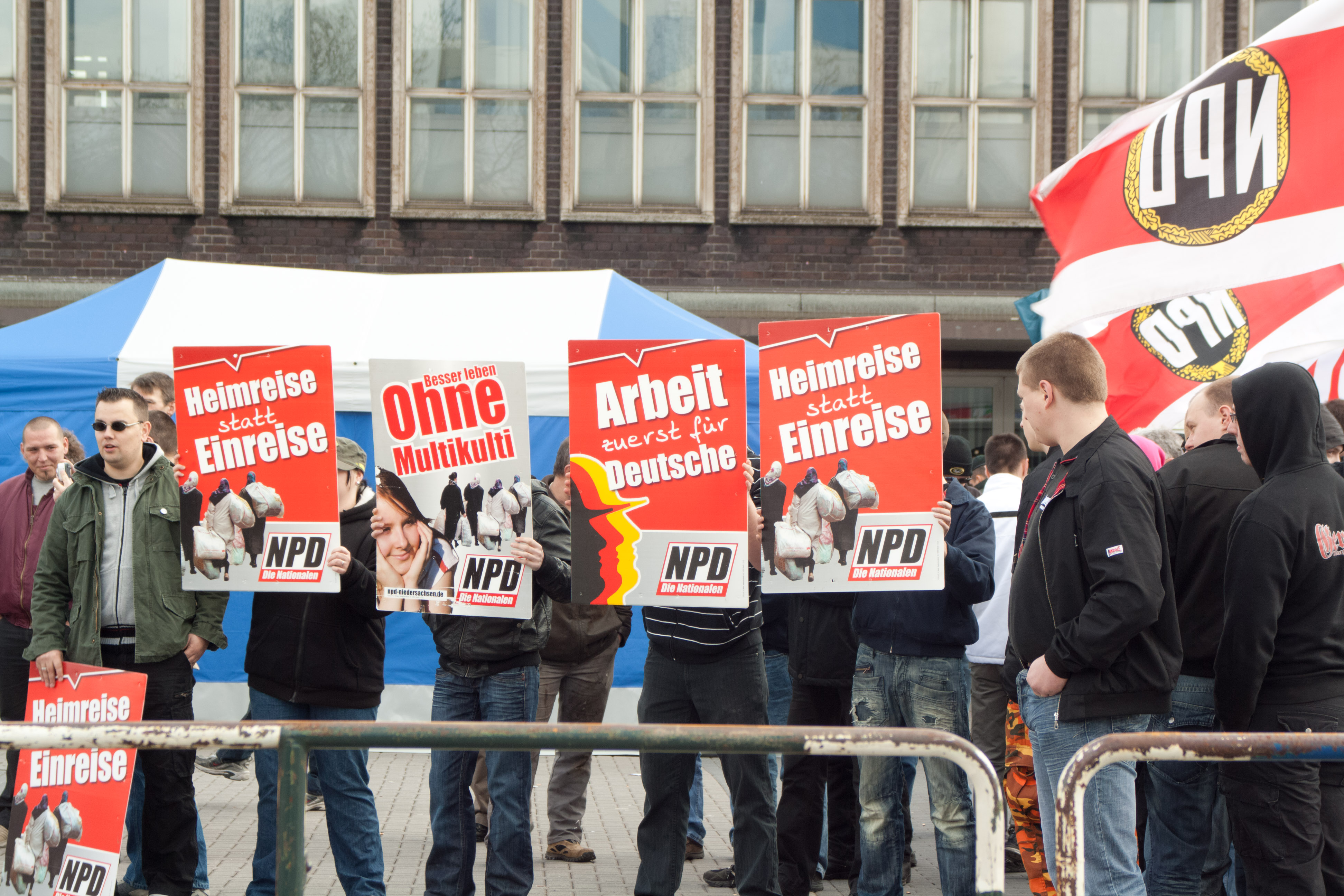
Лозунги НДПГ, Дуйсбурге, 2010

Партия образована после роспуска Немецкой имперской партии в 1964 году, одним из организаторов выступил бывший ректор Кёнигсбергского университета Ханс Грюнберг. На выборах в федеральное собрание (бундестаг) 1965 года НДПГ получила 664 193 голоса (2,0 %). Партия смогла добиться успеха в конце 1960-х годов, собрав голоса на выборах в местные органы власти Западной Германии. В 1966 и 1967 годах в западных немецких землях она получила 15 мест в Баварии, 10 в Нижней Саксонии, 8 в Гессен и ряде других мест. На федеральных выборах, однако, получила менее 5 % голосов, и не смогла направить делегатов в немецкий парламент. Приблизились к этой цели на выборах в 1969 году, получив 1 422 010 голосов избирателей — 4,3 %. Экономический спад, разочарования молодежи и появление коалиционного правительства в составе представителей правоцентристских Христианско-демократического союза (ХДС) и Христианско-социального союза (ХСС), а также левоцентристской Социал-демократической партии (СДПГ) помогли проложить НДПГ свой политический путь. Коалиционное правительство освободило политическое пространство от традиционных политических правых сил, это место попытались заполнить представители НДПГ. Историк Уолтер Лакер утверждал, что НДПГ в 1960-х годах не может быть классифицирована как неонацистская партия.
Когда коалиция распалась, около 75 % из тех, кто голосовал за НДПГ, вернулись к прежним правоцентристским партиям. В 1970-х НДПГ пришла в упадок, страдала от внутреннего раскола и была не в состоянии получить представительство в немецком парламенте. Проблема иммиграции стимулировало небольшой всплеск её популярности с середины 1980-х до начала 1990-х, но партия имела только ограниченный успех на различных местных выборах.
В 2001 году бундестаг, бундесрат и правительство Германии направили в Федеральный конституционный суд иск о запрете НДПГ, однако в 2003 году последний прекратил дело, отказав истцам по формальным причинам. Выяснилось, что большинство членов правления НДПГ, высказывания которых цитировались в обращениях в суд как доказательства враждебности правоэкстремистской партии по отношению к конституции, а также основной свидетель по делу оказались тайными осведомителями Ведомства по охране конституции, и кроме того, что чуть ли не каждый седьмой функционер партии является завербованным агентом спецслужб.
В 2004 году партия получила 9,2 % голосов на выборах в парламент земли Саксония (на выборах в 2009 году результат снизился до 5,6 %) и прошла в земельный парламент впервые с 1968 года, когда она набрала 9,8 % в Баден-Вюртемберге. Этот успех связывался с эффективным взаимодействием партии с ультраправым движением Свободные товарищества.
На выборах 2014 года в ландтаг Саксонии партия получила 4,9 % голосов и не смогла получить депутатские мандаты.
На выборах в бундестаг 2005 года национал-демократы получили 748 568 голосов (1,6 %).
В связи с дерзким нападением неонацистов на шефа полиции городка Пассау (Свободное государство Бавария) в декабре 2008 года, некоторые немецкие политики снова пытались добиться запрета НДПГ.
4 апреля 2009 года, на специальном съезде партии, делегаты НДПГ 62 % голосов переизбрали Удо Фойгта лидером партии. Удо Фойгт руководил партией в течение 15 лет (с 1996 года). В 2009 году его позиции несколько ослабли в связи с тем, что партия испытывает тяжелейшие финансовые трудности из-за уплаты государству штрафа в размере 2 500 000 евро. В результате на съезде партии 13 ноября 2011 был избран новый лидер партии Хольгер Апфель.
На выборах в бундестаг 2009 года партия получила 1,5 % голосов. За НДПГ проголосовало 635 525 избирателей, что более чем на 100 000 голосов меньше, по сравнению с 2005 годом.
29 октября 2009 года умер Юрген Ригер, вице-председатель федеральной структуры НДПГ с мая 2008 года и руководитель гамбургской организации НДПГ с февраля 2007 года. Смерть наступила в результате инсульта.
В июне 2010 года начались переговоры между руководством Национал-демократической партии Германии и Немецкого народного союза о возможном слиянии этих партий. С 1 января 2011 г. НДПГ объединилась с Немецким народным союзом.
На выборах, прошедших 20 марта 2011 года в ландтаг земли Саксония-Анхальт, партия получила 4,6 % голосов и не попала в земельный парламент. На выборах, прошедших 4 сентября 2011 года в ландтаг земли Мекленбург-Передняя Померания, партия получила 6 % голосов и получила 5 мест в земельном парламенте.
В начале декабря 2011 года, в связи с поимкой членов неонацистской организации «Национал-социалистическое подполье» (НСП), причастных к 10 убийствам (преимущественно, турок) и 14 ограблениям, министр внутренних дел Германии Ганс-Петер Фредерик выступил с заявлением, что постарается добиться запрета на деятельность НДПГ. Это вызвано тем, что в конце ноября 2011 года был арестован член НДПГ Ральф Воллебен, подозреваемый в причастности к 6 убийствам, совершенными членами НСП, а также одному покушению на убийство.
Также Фредерик заявил о подготовке плана юридического запрета НДПГ, который он собирается представить на конференции премьер-министров федеральных земель, которая пройдёт 22 марта. На этой конференции должен начаться сбор информации, по которой можно начать юридический процесс против НДПГ. Будут проведены поиски фактов, подтверждающих связь партии с НСП.
В декабре 2012 года бундесрат принял решение о подаче в Конституционный суд запроса с требованием запрета НДПГ. Однако в апреле 2013 года большинство депутатов бундестага не поддержало предложение социал-демократов и «левых» об обращении в Федеральный конституционный суд с запросом о запрете НДПГ. Выступившие в ходе дебатов представители фракций всех политических партий практически единодушно дали НДПГ характеристику как правоэкстремистской, враждебной конституции организации. Депутаты пояснили, что отклонение предложения о подаче иска связано исключительно с юридическими аспектами проблемы.
На выборах в бундестаг 2013 года партия получила 560 660 голосов избирателей (1,3 %) и не прошла в парламент Германии. В январе 2017 года была предпринята ещё одна попытка запретить партию, которая не увенчалась успехом: Конституционный суд ФРГ не нашёл достаточных оснований признать партию угрозой демократии в Германии.

### Отношения с Россией
Национал-демократическая партия Германии считает одним из приоритетов во внешней политике Германии признание России своим главным стратегическим партнёром. Так, в 2008 году представители НДПГ земли Мекленбург-Передняя Померания поддержали позицию России в войне в Грузии. В 2013 году член НДПГ Олаф Розе на официальном сайте партии разместил свой пост под названием «Почему Россия», призвав активизировать контакты с российскими партиями, а также донести до правительства Российской Федерации «единство большинства наших политических принципов».
Весной того же года в Дрездене в саксонском ландтаге побывала делегация украинской националистической партии «Свобода», в связи с чем обе стороны договорились о сотрудничестве по построению Европы национальных государств как альтернативы Евросоюзу. Тем не менее, партия выступила против вступления Украины в Евросоюз и отвергла все обвинения о сотрудничестве с ультраправыми Украины, а после начала войны в Донбассе заняла позицию России в этом вопросе. 22 марта 2015 года партия приняла участие в Международном русском консервативном форуме, выразив поддержку позиции России по отношению к событиям в Донбассе.
В октябре 2018 года двое членов молодёжного крыла НДПГ «Юные националисты» (нем. Junge Nationalisten) посетили Киев для участия в демонстрации местных ультраправых «Марш защитников Украины»: руководство организации отвергло участие в акции и назвало поездку самовольной и противоречащей внешнеполитическим убеждениям организации.

## Результаты на выборах
|  |

| Год выборов | Общее число голосов | %         | Количество полученных мест | +/-   |
| ----------- | ------------------- | --------- | -------------------------- | ----- |
| 1979        | —                   | —         | 0 из 96                    |       |
| 1984        | 198 633             | 0.8 (#7)  | 0 из 96                    | ▲ 0.8 |
| 1989        | —                   | —         | 0 из 96                    |       |
| 1994        | 77 227              | 0.2 (#19) | 0 из 96                    | ▲ 0.2 |
| 1999        | 107 662             | 0.4 (#10) | 0 из 96                    | ▲ 0.2 |
| 2004        | 241 743             | 0.9 (#11) | 0 из 96                    | ▲ 0.5 |
| 2009        | —                   | —         | 0 из 96                    |       |
| 2014        | 301 139             | 1.0 (#10) | 1 из 96                    | ▲ 1.0 |
| 2019        |                     | 0.3       | 0 из 96                    | ▼ 0.7 |

|  |

## Организационная структура
Национал-демократическая партия Германии состоит из земельных ассоциаций (Landesverband), земельные ассоциации из районных ассоциаций (Kreisverband).
Высший орган партии — федеральный съезд (Bundesparteitag), между федеральными съездами — партийное правление (Parteivorstand), исполнительный орган — партийный президиум (Parteipräsidium), высшее должностное лицо — партийный председатель (Parteivorsitzender), прочие должностные лица — заместители партийного председателя, федеральный генеральный секретарь и федеральный казначей, высший контрольный орган — федеральный арбитражный суд (Bundesschiedsgericht).
Земельные ассоциации
Земельные ассоциации соответствуют землям.
Высший орган земельной ассоциации — земельный съезд (Landesparteitag), между земельными съездами — земельное правление (Landesvorstand), высшее должностное лицо земельной ассоциации — земельный председатель (Landesvorsitzender), прочие должностные лица земельной ассоциации — заместители земельного председателя, земельный генеральный секретарь, земельный казначей, контрольный орган земельной ассоциации — земельный арбитражный суд (Landesschiedsgericht).
Районные ассоциации
Районные ассоциации соответствуют районам, внерайонным городам или округам земель Берлин и Гамбург.
Высший орган районной ассоциации — районное общее собрание (Kreismitgliederversammlung), в особо крупных районных ассоциациях — районный съезд (Kreisparteitag), между районными съездами — районное правление (Kreisvorstand), высшее должностное лицо — районный председатель (Kreisvorsitzender), прочие должностные лица районной ассоциации — заместители районного председателя, районный секретарь, районный казначей.
Местные ассоциации
Местные ассоциации могут соответствовать городам и общинам. Могут создаваться при наличии достаточного количества членов НДП проживающих в городе, общине или городском округе.
Высший орган местной ассоциации — местное общее собрание (Ortsmitgliederversammlung), между общими собраниями — местное правление (Ortsvorstand), высшее должностное лицо — местный председатель (Ortsvorsitzender), прочие должностные лица местной ассоциации — заместители местного председателя, местный секретарь и местный казначей.
Смежные организации
Молодёжная организация — «Молодые национал-демократы» (Junge Nationaldemokraten, JN), женская организация — Круг национальных женщин (Ring Nationaler Frauen, RNF), студенческая организация — Национал-демократический студенческий союз (Nationaldemokratischer Hochschul-Bund). Смежные организации делятся на земельные ассоциации (Landesverband).
Высший орган смежной организации — федеральное общее собрание (Bundesmitgliederversammlung) или федеральный съезд (Bundeskongress), между федеральными общими собраниями — федеральное правление, высшее должностное лицо смежной организации — федеральный председатель.
Земельные ассоциации смежных организаций
У «Молодых национал-демократах» существуют во всех землях, у прочих смежных организаций земельные ассоциации создаются если в земле проживает достаточное количество членов смежной организации.
Высший орган земельной ассоциации смежной организации — земельное общее собрание (Landesmitgliederversammlung), в особо крупных земельных ассоциациях «Молодых национал-демократов» — земельный конгресс (Landeskongress), между земельными общими собраниями — земельное правление, высшее должностное лицо земельной ассоциации — земельный председатель.
Районные ассоциации «Молодых национал-демократов»
Могут создаваться при достаточно количестве членов «Молодых национал-демократов» проживающих в районе или внерайонном городе.
Высший орган районной ассоциации «Молодых национал-демократов» — районное общее собрание, между районными общими собраниями — районное правление, высшее должностное лицо районной ассоциации «Молодых национал-демократов» — районный председатель.

## Лидеры
- Фридрих Тилен 1964—1967
- Адольф фон Тадден 1967—1971
- Мартин Мусгнуг 1971—1990
- Гюнтер Деккерт 1991—1996
- Удо Фойгт 1996—2011
- Хольгер Апфель 2011—2013
- Удо Пастёрс 2013—2014
- Франк Франц 2014-

## Критика и противодействие

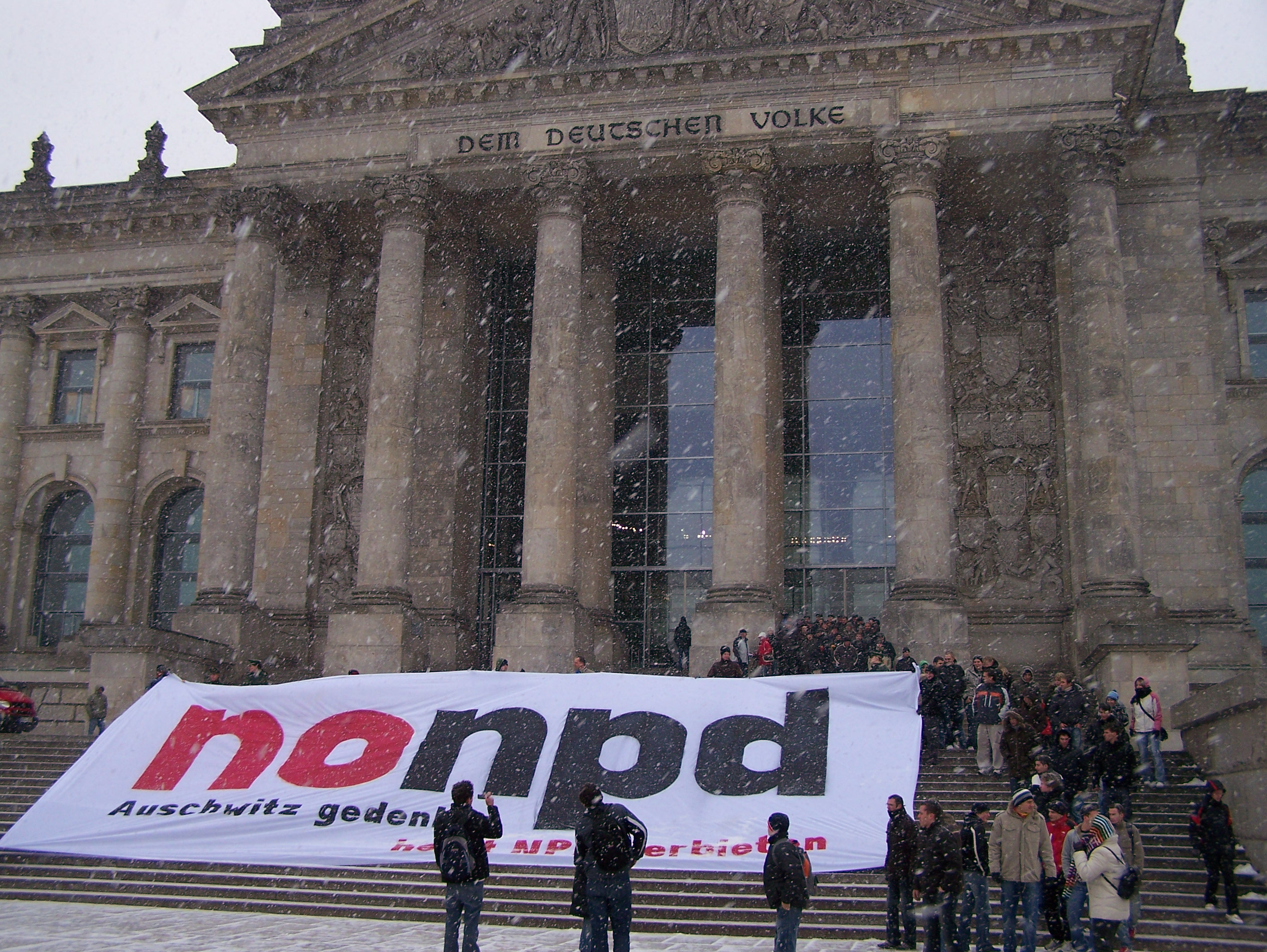
Демонстрация Ассоциации жертв нацистского режима в перед зданием Рейхстага в 2007 году, призывающая к запрету НДПГ. На баннере написано: «Помните Освенцим»

Немецкое Федеральное агентство гражданского образования (BPB), подвергло НДПГ критике за взаимодействие с членами организаций, которые позже были признаны федеральными судами неконституционными и распущены. Федеральное ведомство по охране конституции Германии, агентство внутренней безопасности Германии, классифицирует НДПГ как «угрозу конституционному порядку» из-за её платформы и идеологии. НДПГ находится под наблюдением этого агентства. Попытка объявить партию вне закона в 2003 году провалилась, потому что правительство имело большое число информаторов и агентов в партии, некоторые из которых занимали высокое положение, которые написали часть материалов, используемых против них.